# Genersich Keresztély
Genersich Keresztély (Késmárk, 1759. január 3., 4. vagy 8. – Késmárk, 1825. április 30.) mineralógus, történész, teológus, a késmárki Líceum tanára (1786-1795), evangélikus lelkész, Genersich János és Genersich Sámuel testvére.

## Élete
Tanult szülővárosában, majd Debrecenben, Felsősajón Lautschek Márton lelkésznél, Felsőszlánán (a tót nyelv végett), később ismét Késmárkon és Pozsonyban. 1778-ban a nyári félévben a jénai egyetemre iratkozott be; majd a göttingeni és azután az utrechti egyetemet látogatta. 1784-ben hazájába visszatért és a sajógömöri gimnáziumban tanított, majd visszatért Késmárkra, ahol 1786-tól a Líceum tanára lett. Evangélikus lelkészi hivatását 1789. január 25-étől látta el.
Kétkötetes történelmi munkájával: 
- Merkwürdigkeiten der Königlichen Freystadt Késmark in Oberungarn, am Fusse der Carpathen (I.: Kassa 1804., II: Lőcse 1804.)

vált híressé. A mű nemcsak Késmárk, hanem az egész Szepesség és a Tátra múltjával, egyéniségeivel foglalkozik. E műben található az első írásban feljegyett tátrai kirándulás (Laszky Beáta késmárki polgárokkal 1565-ben).
Több éven keresztül foglalkozott a Tátrával nemcsak mineralógusként, kirándulásai főleg a Késmárki- és a Jávor-völgybe vezették. Túráit nem ismerjük pontosan, de ismert, hogy 1797-ben járt a Vörös-tó-völgyben; 1797-1800 között a Jávor-völgyi Nedves-barlangot tette hozzáférhetővé egy létra elhelyezésével, amelyet később is jó karban tartottak a barlangban található cinóber keresők; valószínű járt a Karótavi-, a javoronai Fekete-tó-, Kis-Papirusz-, Nagy-Papirusz-völgyben, a Karótavi-csúcson és a Bélai-dombon. Az is ismert, hogy kirándulásain gyakori társa id. Fábri Jakab, később pedig a késmárki Líceum tanárai közül Asbóth János és Genersich Sámuel volt.
Az ő idejében igen szélesnek számító ismereteit a 
- Reise in die Carpathen mit vorzüglicher Rücksicht auf das Tatra-Gebirge (Bécs és Trieszt 1807.)

írta le: a mű valójában Bredeczky Sámuel: Neue Beyträge zur Topographie und Statistik des Königreichs Ungern (1807) -  könyve kétharmadának utánnyomása, ezért különböző módon idézik. Mindenesetre a régebbi tátrai irodalom egyik alapműve.
A Tátráról megjelentetett még kisebb műveket is: 
- Physisch-topographische Uebersicht des Zipser Comitats. Ez Bredetzky Sámuel egy másik művében, a Beyträge zur Topographie des Königreichs Ungern, 4. kötet, Bécs 1804. jelent meg.

Ansicht einer inneren Karpathen-Gegend (Mahlerische Taschenbuch interess. Gegenden), Bécs 1814. 
Nagy ásványgyűjteménye volt. 
Az irodalomban Genersich Keresztélyt (mineralógus) gyakran összetévesztik öccsével Genersich Sámuellel (botanikus). Nevét a nagy-tarpataki Hosszú-tó német elnevezésében (Genersich See) örökítették meg.

## Művei
- Theologia pastoralis. Leutschoviae. 1790. (Ism. Allg. Literatur Zeitung 1793. I. 91.)
- Predigt am Dankfeste für den glücklichen Fortgang der Waffen Seiner kaiserlich-königlichen Majestät auf Veranlassung der letzten Siege in Italien. Gehalten... den 1. Sept. 1799. Leutschoviae.
- Merkwürdigkeiten der königlichen Freystadt Késmárk in Oberungarn, am Fusse der Carpathen. Kaschau, 1804. Két kötet. (Ism. Allg. Literatur Zeitung 1804. III. 1. és Zeitschrift von und für Ungern V. 1804. 169. l.)
- Reise in die Carpathen mit vorzüglicher Rücksicht auf das Tatra-Gebirge. Herausgegeben von Samuel Bredeczky. Wien und Triest, 1807.
- Ueber das selige Hinscheiden eines rechtschaffenen Religions-Lehrers. Eine Leichenpredigt am Begräbnisstage des... Herrn Daniel Cerva, ältern Geistlichen der ev. Gemeinde der Stadt Késmárk, gehalten den 9. October 1808. Leutschau.

Kéziratai a Magyar Nemzeti Múzeumban: Geschichte der königlichen freyen Stadt Késmárk mit Rücksicht auf die allgemeine Geschichte von Zips und auch das angränzende Karpatische Gebürge, 4-rét 350 levél, Archaeologia litteraria 1790., 8-rét 95 és 254 lap, Biographie des Baron Paul Kray, 4 rét, Die Kleine Orgel in dem Carpathischen Gebirge, Késmárk, 1816. 4-rét 4 lap, Catalog der Mineralien-Sammlung des weiland H. Chr. G. Prediger zu Késmárk, ivrét 23 levél; még a Kárpátok részletes leirását és adalékokat az egyháztörténethez hagyott hátra.
Levelei Rumy Károlyhoz 1800-tól 1824-ig, 477 darab, a Magyar Tudományos Akadémia levéltárában.